# Bert Bowery
Bertram Nathanial Bowery, più conosciuto con il diminutivo Bert Bowery (Saint Kitts e Nevis, 29 ottobre 1954) è un ex calciatore inglese di origine nevisiana, di ruolo attaccante.

## Biografia
Suo figlio Jordan è a sua volta un calciatore professionista.

## Carriera
Inizia a giocare a livello semiprofessionistico con Ilkeston Town e Worksop Town; nel 1975, all'età di 21 anni, passa al Nottingham Forest: dopo aver messo a segno 2 reti in altrettante partite di campionato nella seconda divisione inglese viene ceduto in prestito al Lincoln City, club di quarta divisione, con cui realizza una rete in 4 presenze. Prima della fine della stagione si trasferisce nella NASL ai Boston Minutemen, con cui mette a segno 11 reti in 24 presenze. Nel 1977 gioca invece nel Team Hawaii, sempre nella NASL: dopo una stagione da 10 presenze ed una rete torna però in Inghilterra per giocare a livello semiprofessionistico con il Long Eaton United.